# Otto Thomsen
Otto Thomsen (Contea di Scott, 21 giugno 1884 – Moline, 22 ottobre 1926) è stato un ginnasta e multiplista statunitense.

## Carriera
Thomsen partecipò ai Giochi olimpici di Saint Louis 1904 nelle gare di triathlon e ginnastica. Giunse centoquindicesimo nel concorso generale individuale, settantacinquesimo nel triathlon e centodiciassettesimo nel concorso a tre eventi.